# Gerhard von Lengerken
Gerhard von Lengerken (* 18. November 1935 in Berlin) ist ein deutscher Agrarwissenschaftler, er war Hochschullehrer für Tierzucht und Produktkunde an der Universität Halle.

## Leben und Wirken
Seine Eltern waren der Kaufmann Gerhard von Lengerken und dessen erste Ehefrau Emerentina Fried, Tochter der Gusti (Auguste) Rathgeber des Komponisten Oskar Fried. Das Ehepaar ließ sich 1943 scheiden. Gerhard von Lengerken wurde mit seinem Zwillingsbruder Jürgen von Lengerken 1935 in Berlin geboren. Im Anschluss an das Abitur studierte er an der Martin-Luther-Universität Halle-Wittenberg Landwirtschaft und beendete das Studium 1960 als Diplomlandwirt. Nach einjähriger praktischer Tätigkeit als Zootechniker im Kreis Tangerhütte in Sachsen-Anhalt kehrte er als Wissenschaftlicher Assistent an das Hallenser Tierzuchtinstitut zurück.
Geprägt durch seinen Lehrer Prof. Werner Wussow, waren die ersten Jahre seiner wissenschaftlichen Tätigkeit der Pferdezucht gewidmet. Mit einer Dissertation zu dem Thema Untersuchungen über den Einfluss der zur Veredlung der deutschen Warmbluthengste verwendeten Spezialhengste promovierte er 1966.
Nach Ablegung der Staatlichen Tierzuchtleiter-Prüfung im Jahre 1968 betreute er wissenschaftlich die Zucht des Hannoverschen Pferdes im Versuchsgut Stadt Radegast, dem späteren Hauptgestüt der Zentralstelle für Tierzucht. Im Zusammenhang mit der Hochschulreform der DDR im Jahre 1969 wurden die nutztierwissenschaftlichen Ressourcen der Universität Halle-Wittenberg an die  Sektion Tierproduktion und Veterinärmedizin der damaligen Karl-Marx-Universität Leipzig überführt.
Gerhard von Lengerken begann dort seine Tätigkeit als Assistent am Wissenschaftsbereich Schweinezucht. Hier promovierte er auch 1977 zum Dr. sc. (Promotion B) – dieser Titel wurde in Verbindung mit der 1979 erworbenen Facultas Docendi nach der Wiedervereinigung in Dr. agr. habil. mit der Zuerkennung der Venia Legendi für das Fach Tierzucht umgewandelt – mit dem Thema: Eignung biochemischer Kennwerte und ausgewählte Regulationssysteme zur Früherkennung von Fleischqualitätsmängeln beim Schwein. 1982 wurde er zum Dozenten für das Lehrgebiet Rohstoffkunde (Tierische Produkte) an der Agrarwissenschaftlichen Fakultät der Universität Leipzig berufen.
Im Jahre 1989 wurde er zum Professor für Tierzucht an die Friedrich-Schiller-Universität Jena berufen, und ein Jahr später erhielt er den Ruf an die Martin-Luther-Universität Halle-Wittenberg für das Lehrgebiet „Tierzucht und Produktkunde“. Mit der Berufung zum Direktor des Institutes für Tierzucht und Tierhaltung mit Tierklinik im Jahre 1991 gestaltete er dessen Neuaufbau sowie den Aufbau des Nutztierwissenschaftlichen Zentrums Merbitz. Die Forschungsinhalte des Hallenser Instituts von der Entwicklung einer ökologischen und tierartgerechten Haltung und nachhaltigen Tierzucht sowie Anwendung moderner biochmisch-physiologischer und molekulargenetischer Untersuchungs- und Analysemethoden wurden während seiner Direktionszeit neu definiert. Auch die Neuprofilierung der Landwirtschaftlichen Fakultät, an der er von 1994 bis 1996 als Dekan wirkte, hat er beeinflusst. Von 1996 bis 2000 nahm er das Amt als Prorektor für Strukturentwicklung und Finanzen der Martin-Luther-Universität Halle-Wittenberg wahr und trat mit dem Abschluss des Wintersemesters 2000/2001 in den Ruhestand.
Im Jahr 2004 übernahm er als „Ruheständler“ die Schriftleitung der Fachzeitschrift „Züchtungskunde“ der Deutschen Gesellschaft für Züchtungskunde und führte sie bis 2015 aus.

## Forschungsengagements
Hauptgegenstände seiner Forschungstätigkeit waren:
- Entwicklung von Methoden und Verfahren zur Verminderung der Stressempfindlichkeit und Verbesserung der Fleischqualität beim Schwein
- Methodische Grundlagen und Verfahren zur Verbesserung der Schlachtkörperqualität
- Wechselbeziehungen zwischen Wachstum und Schlachtkörperqualität bei landwirtschaftlichen Nutztieren
- Leistungsprüfung und Zuchtwertschätzung beim Schwein einschließlich Stressproblematik und Fleischqualität

Er betreute zahlreiche Diplomanden, 20 Doktoranden und 4 Habilitanden. Seine zahlreichen Vorträge für die wissenschaftliche Fachwelt und die Praktiker sowie 493 Publikationen, davon 153 als Erstautor sind dokumentiert. Besonders hervorzuheben sind 24 Monografien bzw. Buchtitel, an denen er maßgeblich mitgewirkt hat, wie z. B. das zweibändige Buch Qualität von Fleisch und Fleischerzeugnissen.

## Ehrenämter
- Leiter der Arbeitsgruppe „Biochemisch-physiologische Genetik“ der Akademie der Landwirtschaftswissenschaften der DDR
- Mitglied im Hauptausschuss der Deutschen Gesellschaft für Züchtungskunde (DGfZ)
- Mitglied der AG Fleischerzeugung der DGfZ
- Stellvertretender Vorsitzender der Gesellschaft für Tierzuchtwissenschaften (GfT)
- Mitglied des wissenschaftlichen Beirates des Institutes für die Biologie landwirtschaftlicher Nutztiere (FBN), Dummerstorf
- Fachgutachter der Deutschen Forschungsgemeinschaft für das Fachgebiet Tierzucht und Tierhaltung
- Mitglied im Redaktionskollegium der Zeitschrift „Archiv für Tierzucht“
- 2004–2015 Schriftleiter der Zeitschrift "Züchtungskunde" der Deutschen Gesellschaft für Züchtungskunde (DGfZ)
- Aktive Mitarbeit in den Tierzuchtverbänden (Rinder-, Schweine- und Pferdezuchtverband) des Landes Sachsen-Anhalt

## Ehrungen und Auszeichnungen
- 1998 Ehrendoktorwürde der Pannonischen Universität in Ungarn
- 2001 Auszeichnung mit der Hermann-von-Nathusius-Medaille der Deutschen Gesellschaft für Züchtungskunde (DGfZ)